# Göran Sperling

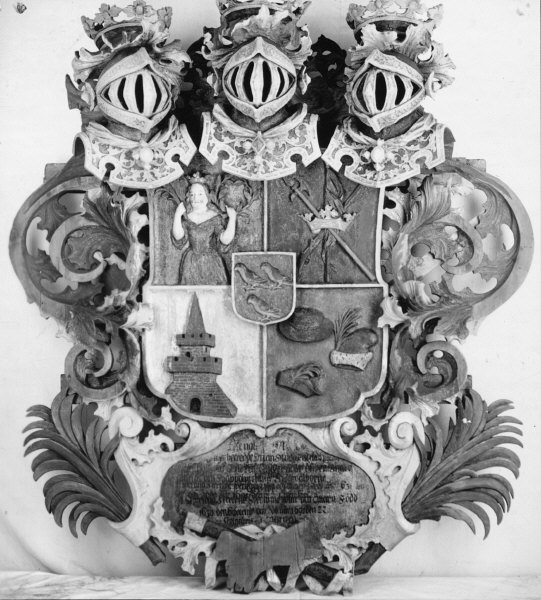
Sperlings grevliga vapen.

Göran Sperling, (skrev själv Jöran Sperling) född 6 december 1630 på Rådmansö, död 22 september 1691 i Narva, var en svensk greve, militär och statsman. Han var yngre son till Caspar Otto Sperling.

## Biografi
Vid 25 års ålder 1655 utnämnd till kapten vid överste Berendes karelska dragonregemente. Samma år deltog han i Karl X Gustavs krig i Polen och deltog med framgång även i krigen mot Danmark. År 1655 fick han Sperlingsholm som arvegods. Han blev överste 1664.
Under skånska kriget blev han generalmajor och landshövding i Hallands län 1676, samt förste vice och senare ordinarie generalguvernör i Skåneland 1677–1679. Som militär spelade han en betydande roll under kriget, bland annat vid slaget vid Landskrona. Han var också den som tillsatte militärdomstolen som dömde Jörgen Krabbe för samröre med snapphanarna och majestätsbrott. Sperling fick mycket kritik för detta beslut både i Sverige och ute i Europa, men hans korrespondens visar att han inte fattade några beslut i denna fråga utan att ha konsulterat kungen först. När Krabbe avrättades i januari 1678 hade Sperling ledigt och Hans Christoffer Kock von Crimstein vikarierade för honom. Sperling skrev en egenhändigt författad "Deduction" i vilket han förklarar varför Krabbe var skyldig. Denna skrift drogs in efter bara några få dagar, förmodligen eftersom den innehåller flera hätska utfall inte bara mot Krabbe utan mot alla "af den danske Nation". Sperling var inte någon populär man i Skåne och i Malmö gick rykten om att Carl XI egentligen velat spara Krabbes liv men att Sperling inte låtit kungens budbärare komma fram. Det finns dock inget alls som tyder på detta skall vara sant. Redan i november 1677 var Carl XI inställd på att Krabbe skulle bli avrättad. 
Sperling var också den som organiserade den infödda skånska adelns förvisning till en uppsamlingsplats i Vimmerby och sedan vidare till olika platser i Uppsverige hösten 1677. Beslutet hade fattats av hans föregångare Fabian von Fersen i samråd med Carl XI under våren, men efter Fersens död under stridigheterna i slutet av juni tog Sperling över förhandlingarna med adeln. De som representerade den infödda skånska adeln var Jörgen Krabbe och Christian Bilde. Efter Krabbes fängslande fick adeln förlika sig med beslutet. 
Efter freden i Lund utsågs han till guvernör över Norrland, över vars län regeringen ämnade bilda ett guvernement. Sperling befordrades 1683 till general. År 1687 blev han generalguvernör i Ingermanland, Karelen och Kexholm samt greve och kungligt råd, 1690 fältmarskalk. Sperling var känd för att vara frispråkig. Han avled i Narva, jordfästes i Stockholm men fick sin grav i Halmstads kyrka.
Göran Sperling deltog vid riksdagarna 1654, 1660, 1664, 1668, 1672 och 1682 som representant för sin släkt.
Göran Sperling var gift tre gånger och fick sexton barn. Den första hustrun var Ingeborg Lilliehök af Fårdala som avled 1675. Han gifte om sig 1676 med Christina Horn af Åminne. Hon avled 1683. Året efter gifte han sig med Märta Fleming af Flemingsberg. Hon erhöll godset Sperlingsholm av sin man 1684. Hon avled 1747.